# دة فروزوند وسطي (مقاطعة دلفان)
دة فروزوند وسطي (بالفارسية: ده فروزوند وسطی) هي قرية تقع في قسم نورعلي الريفي بمقاطعة دلفان في إيران. يقدر عدد سكانها بـ 434 نسمة بحسب إحصاء 2016.